# 95th Aero Squadron
95th Aero Squadron – 95 Aero – 95 Reconnaissance Squadron – jednostka United States Army Air Service z okresu I wojny światowej.

## I wojna światowa
Jednostka została utworzona w 20 sierpnia 1917 roku w Kelly Field Annex w Teksasie. Została rozwiązana 18 marca 1919 roku.
Eskadra osiągnęła gotowość bojową w październiku 1917 roku. W listopadzie przybyła do Francji i została umieszczona w bazie lotnictwa amerykańskiego w Issoudun. Działania wojenne jednostka rozpoczęła w połowie lutego 1918 roku. Pierwsze straty poniosła 9 marca – w czasie lotu bojowego zginął jej ówczesny dowódca kapitan James E. Miller.
5 maja 1918 roku jednostka została dołączona do 1st Pursuit Group.
Piloci eskadry latali głównie na samolotach Nieuport 27, Nieuport 28 oraz SPAD XIII

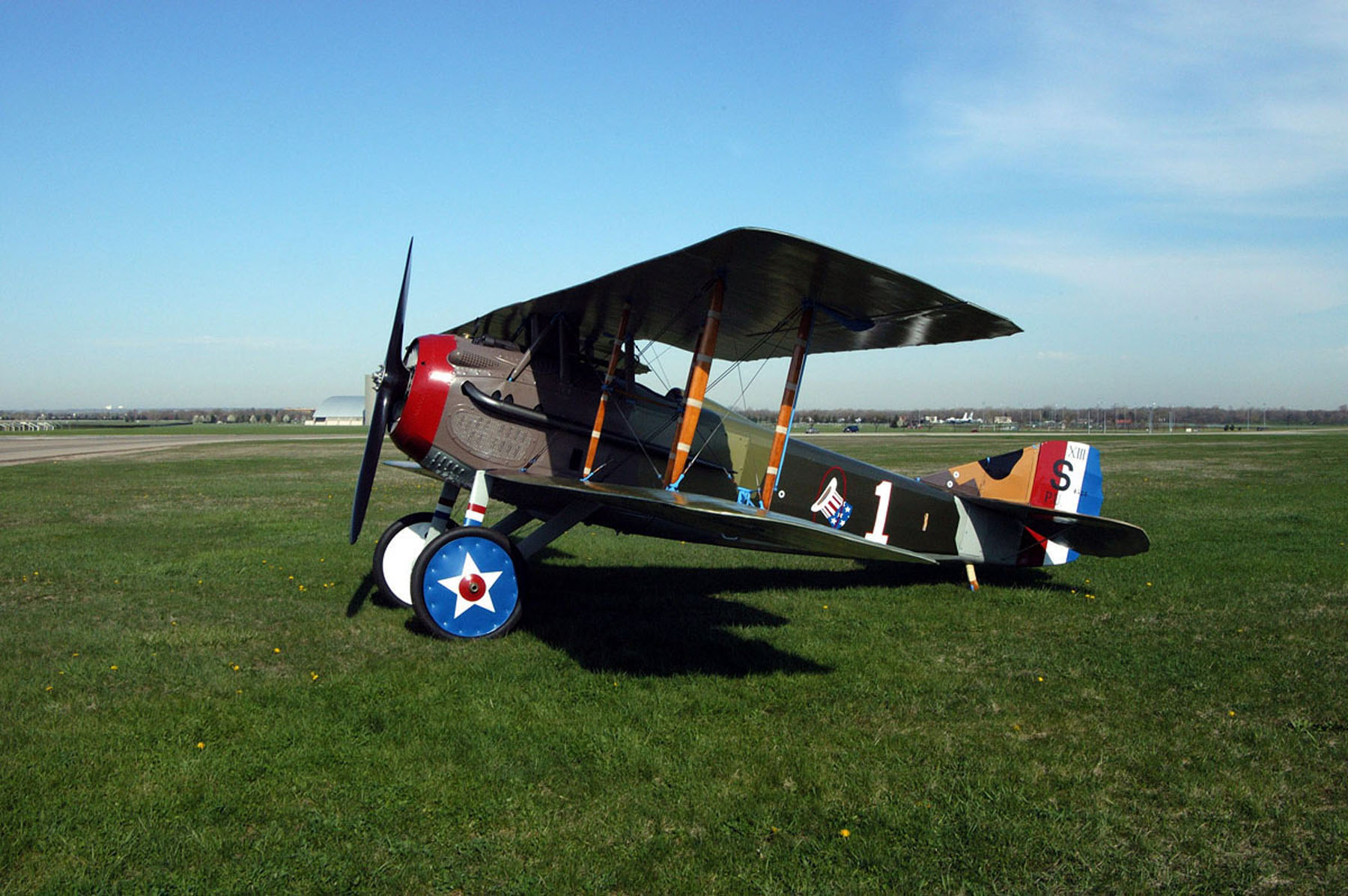
SPAD XII w barwach USAF

95th Aero Squadron w całym okresie wojny odniosła 47 zwycięstw, 35 nad samolotami i 12 nad balonami obserwacyjnymi.
Łącznie w jednostce służyło przeszło ponad 6 asów myśliwskich m.in.:
Lansing Holden (7), Sumner Sewall (7), Edward Peck Curtis (6), Harold Robert Buckley (5), James Knowles (5), David McKelvey Peterson (0).

### Dowódcy Eskadry
| Stopień   | Nazwisko                | Okres                   |
| --------- | ----------------------- | ----------------------- |
| Kapitan   | Fred Natcher            | 20.08.1917 – ?          |
| Kapitan   | Howard W. White         | 1917                    |
| Major     | Raoul Lufberry          | 28.01.1918 – 10.02.1918 |
| Kapitan   | James E. Miller         | 22.02.1918 – 10.03.1918 |
| Kapitan   | Seth Low                | 10.03.1918 – 20.03.1918 |
| Major     | Davenport Johnson       | 20.03.1918 – 25.06.1918 |
| Porucznik | John Hambleton          | 25.06.1918 – 27.06.1918 |
| Kapitan   | David McKelvey Peterson | 27.06.1918 – 13.10.1918 |
| Kapitan   | John Mitchell           | 13.10.1918 – 18.11.1918 |
| Porucznik | Alfred M. Joyce         | 10.12.1918 – 18.03.1919 |

W jednostce służyli m.in.:
- najmłodszy syn prezydenta Stanów Zjednoczonych Theodore Roosevelta, Quentin Roosevelt, który zginął 14 lipca 1914 roku,
- Irby Curry – gracz futbolu, gwiazda Vanderbilt University. Zginął w walce 10 sierpnia 1918.

## Okres międzywojenny i II wojny światowej
W okresie międzywojenny jednostka została ponownie powołana do istnienia i kilkakrotnie zmieniała nazwę oraz charakter.
W czasie II wojny światowej była dywizjonem bombowym 95th Bombardment Squadron (Medium) i należała do 17th Bombardment Group.